# تيد كينغ
تيد كينغ (بالإنجليزية: Ted King)‏ هو ممثل أمريكي، ولد في 1 أكتوبر 1965 بهوليوود في الولايات المتحدة.

## أعمال

### أفلام
- (1998) بليد[4]

### مسلسلات
- الإبتدائية[5][6][7]
- المستشفى العام
- جاغ
- ميامي
- هاواي فايف أو

## وصلات خارجية
- تيد كينغ على موقع IMDb (الإنجليزية)
- تيد كينغ على موقع ألو سيني (الفرنسية)
- تيد كينغ على موقع أول موفي (الإنجليزية)
- تيد كينغ على موقع إن إن دي بي (الإنجليزية)
- تيد كينغ على موقع قاعدة بيانات الفيلم (الإنجليزية)
- تيد كينغ على موقع كينوبويسك (الروسية)